# Kirchbierlingen
Kirchbierlingen – część niemieckiego miasta Ehingen (Donau), w kraju związkowym Badenia-Wirtembergia, w rejencji Tybinga, w regionie Donau-Iller, w powiecie Alb-Donau-Kreis, we wspólnocie administracyjnej Blaubeuren.

## Historia
Kościół w Kirchbierlingen wzmiankowany jest już w 776 roku, od 1275 podlegał on klasztorowi Marchtal. Wzmianka z 1208 wspomina o Dietrichu von Bierlingenie, słudze hrabiów Wartstein, a w 1337 o posiadłości dworskiej, przy czym obie wzmianki mogą odnosić się również do nieodległego Altbierlingen. Obecny kościół wzniesiono w 1513 roku, a w latach 1758-1762 wzniesiono barokową plebanię. W 1973 Kirchbierlingen wraz z osadami Sontheim i Weisel włączono w granice miasta Ehingen (Donau).

## Galeria

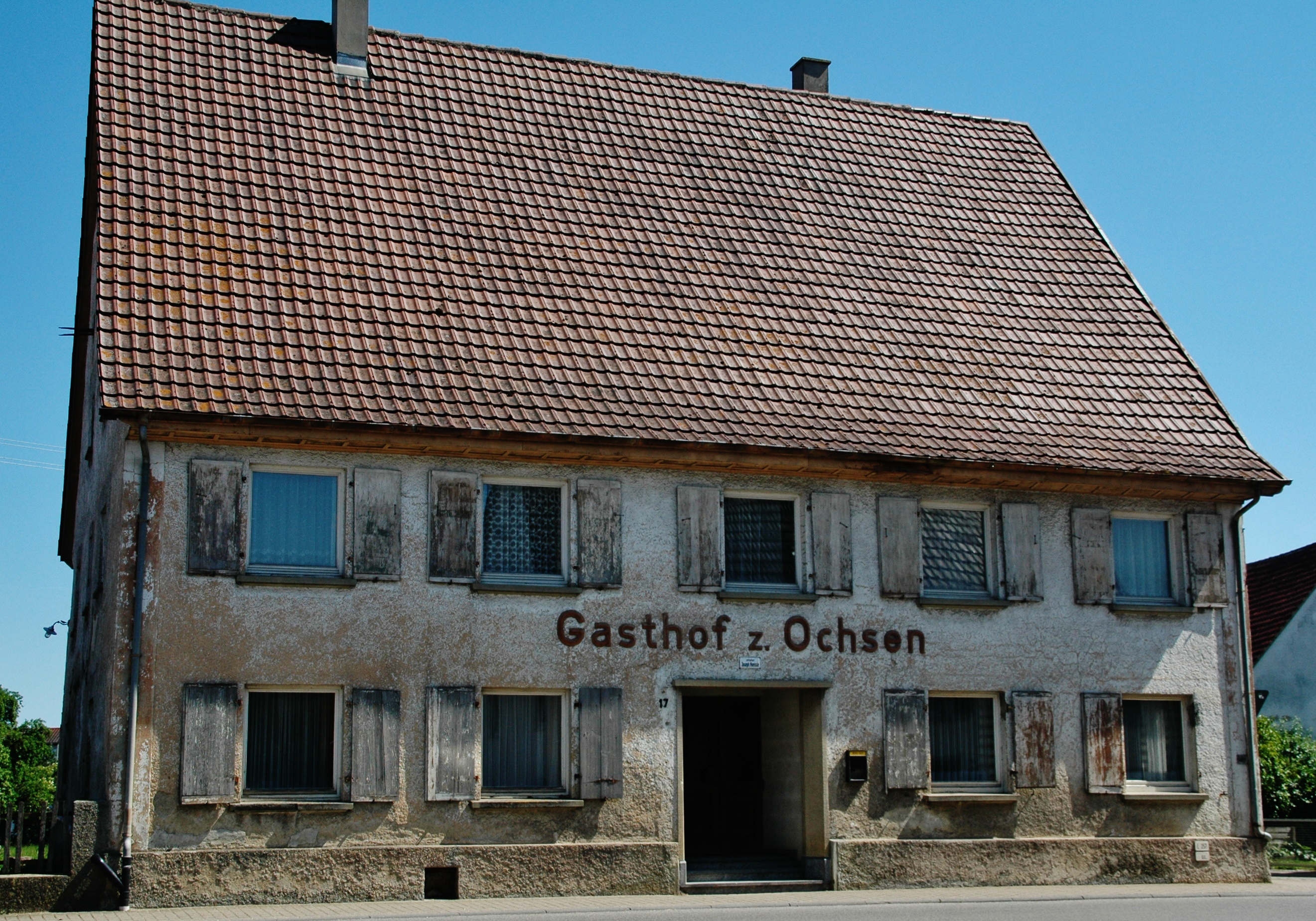
Dawny gościniec
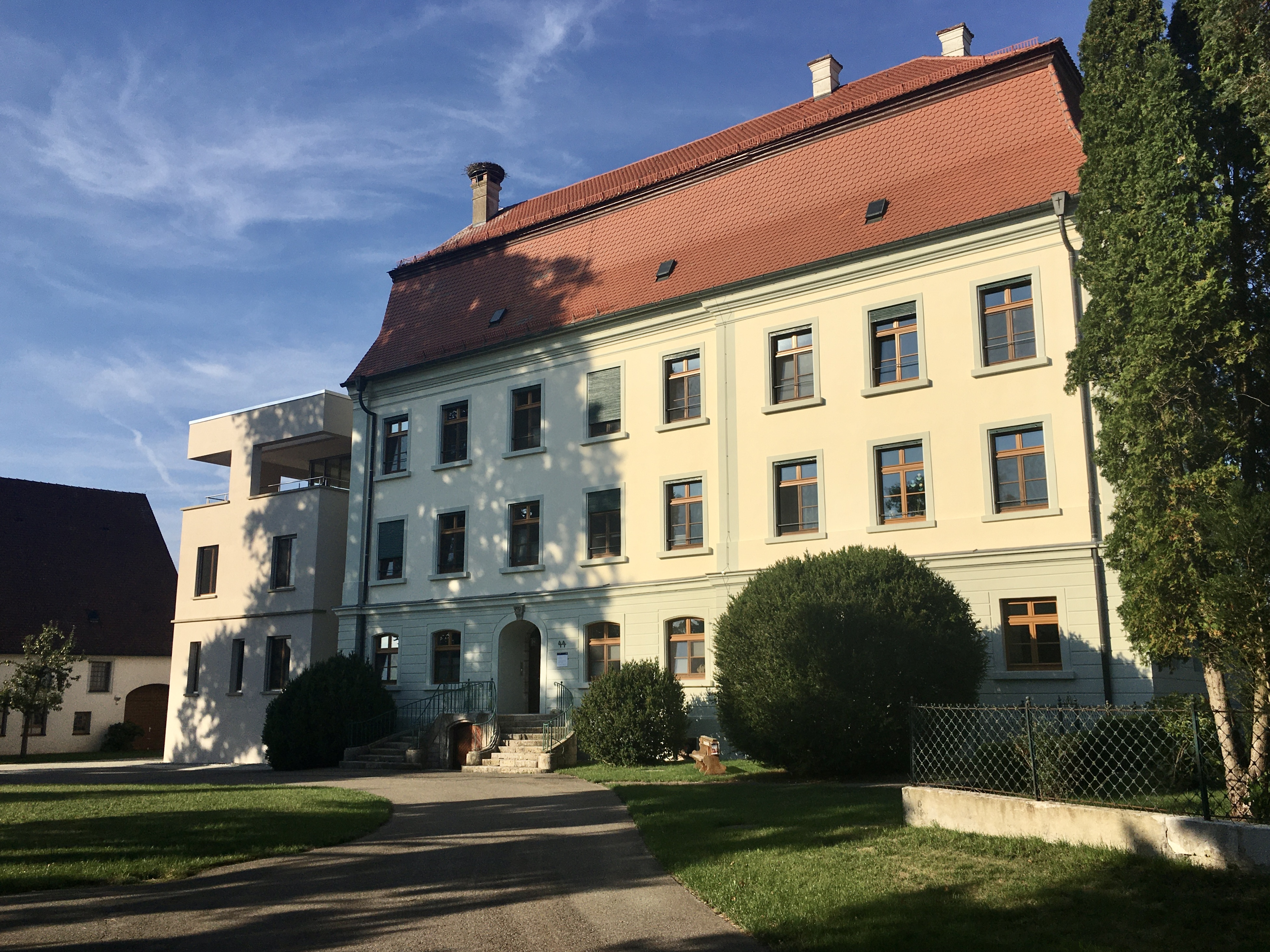
Hospicjum w dawnej plebanii
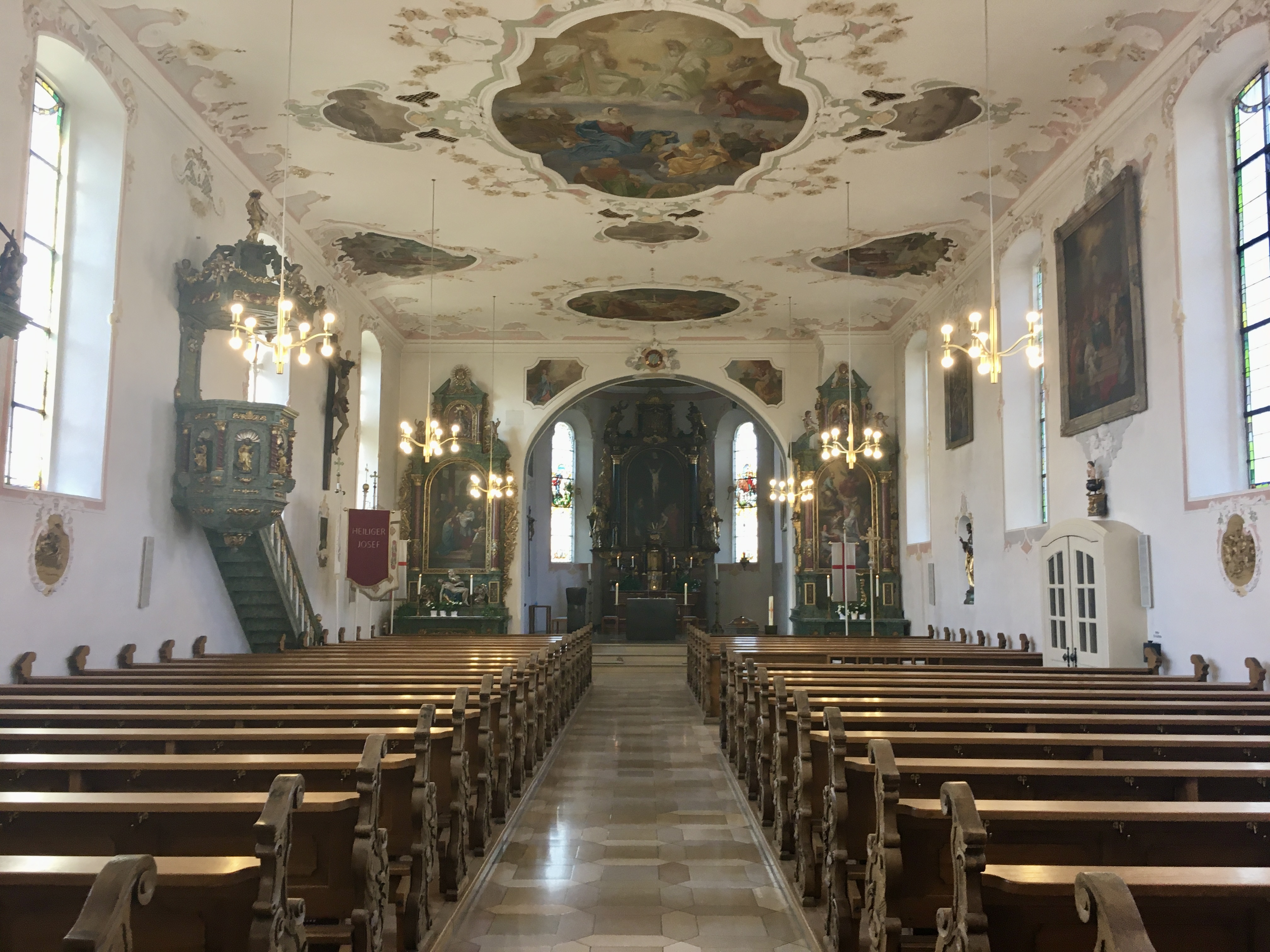
Wnętrze kościoła św. Marcina